# Nowy Glinnik
Nowy Glinnik – wieś w Polsce położona w województwie łódzkim, w powiecie tomaszowskim, w gminie Lubochnia.
Znajduje się tutaj tor kolejowy, który przebiega przez miejscowość obok przystanku autobusowego. Prowadzi on na Tomaszów Mazowiecki przez Glinnik i kończy się blisko terenu wojskowego. 
Około 1 km od wsi leży lotnisko wojskowe, na którym stacjonują śmigłowce 7. Dywizjonu Lotniczego Sił Powietrznych RP wchodzącego w skład 25. Brygady Kawalerii Powietrznej w Tomaszowie Mazowieckim.
W 1991 roku ufundowano tu kaplicę. Wieś natomiast należy do parafii w Lubochni.
Nowy Glinnik ma swoje połączenie autobusowe obsługiwane przez MZK Tomaszów Mazowiecki – numer linii autobusu 35.
W latach 1975–1998 miejscowość administracyjnie należała do województwa piotrkowskiego.